# 江副信俊
江副 信俊（えぞえ のぶとし）は、戦国時代の武将。

## 経歴・人物
肥前国佐嘉郡蠣久荘の人物で龍造寺氏麾下。天正12年（1584年）有馬晴信が龍造寺氏から離反し龍造寺隆信が有馬を攻めた際、これに従うが、同年沖田畷の戦いにて戦死する。子孫は神職となった。